# Vickers Crossley Armoured Car
La Vickers Crossley Armoured Car era un'autoblindo britannica usata dal British Army in India tra le due guerre mondiali ed esportata in diversi Paesi, tra i quali il Giappone.

## Storia
L'autoblindo venne progettata e realizzata nel Regno Unito nel 1923. Essa sfruttava il telaio dell'autocarro medio Crossley IGL1 ("Indian Government Lorry") da 1,5 t e motore a 25/30 type a 4 cilindri, su cui la Vickers a Crayford realizzava gli scafi corazzati. Il mezzo così ottenuto era denominato IGA1 ("Indian Government Armoured car"). Circa 100 veicoli furono venduti all'Impero anglo-indiano, nella configurazione denominata Model 1923 o Indian Pattern, tutti a due assi con pneumatici pieni. Il mezzo venne adottato anche dal British Army, che a fine anni trenta, per ovviare all'obsolescenza della parte meccanica, ne reinstallò gli scafi sul telaio di più moderni autocarri Chevrolet 2½ ton con motore a 6 cilindri; la versione così ottenuta, denominata Crossley-Chevrolet Model 1939, venne fornita anche all'Iran.
Due Model 1923 vennero consegnate al Sudafrica. Gli pneumatici pieni si rivelarono problematici e vennero sostituiti da pneumatici tubolari. A fine anni trenta i due scafi vennero reinstallati su moderni telai Ford con motore a 6 cilindri a benzina, venendo ridenominati Model 1940. Entrambi gli esemplari sono conservati nel South African National Museum of Military History.
Nel 1924 tredici telai vennero forniti all'Estonia, che realizzò localmente gli scafi con piastre da 7 mm. Il modello, designato Arsenal Crossley M27/28, venne realizzata in due versioni: sette esemplari equipaggiati con due mitragliatrici Madsen da 7,7 mm e sei con cannone da 37 mm Puteaux SA 18. I mezzi, pesanti 5,5 t con velocità massima di 60 km/h, furono catturati dall'Unione Sovietica nel 1941.
L'Esercito imperiale giapponese alla fine degli anni venti era alle prese con l'inizio della propria meccanizzazione e l'Armata del Kwantung iniziò ad importare veicoli di produzione estera, tra i quali l'autoblindo Model 1925, una versione aggiornata della Model 1923 pressoché identica se non per l'organizzazione dei supporti interni e per la lunghezza delle alette del radiatore. In Giappone l'autoblindo venne denominata Type 87, dall'anno di adozione secondo il calendario giapponese, 2587. Quest'ultima grande unità le utilizzò durante l'incidente di Mukden, attentato messo in scena dagli stessi giapponesi come pretesto per scatenare invasione della Manciuria. Alcune Model 1925 vennero in seguito cedute dai giapponesi all'Esercito imperiale del Manciukuò, forza armata dello stato fantoccio instaurato in Manciuria.
Nei primi anni trenta anche la Marina imperiale giapponese importò l'autoblindo per l'utilizzo nella Cina continentale. La Type 87 venne utilizzata in particolare dalla Forza speciale da sbarco durante le ostilità tra i giapponesi e i cinesi della 19ª Armata della Strada nella guerra di Shanghai del 1932. A causa delle scarse prestazioni fuoristrada, il mezzo era utilizzato solo nei teatri urbani e nelle zone portuali.
Il Regimiento de Granaderos a Caballo argentino ricevette sei Model 1925 nel 1928, derivate dal modello in servizio con il British Indian Army. Vennero utilizzate nel colpo di Stato del 1930 ed alcune vennero cedute alla Polizia Federale Argentina.

## Tecnica
Lo scafo dell'autoblindo era caratterizzato da cofano motore piatto, radiatore corazzato, sezione trasversale che si allargava all'altezza del vano di combattimento/guida, il tutto in piastre rivettate. Guidatore e meccanico sedevano affiancati nella parte anteriore del vano e disponevano di due feritoie blindate. L'assale anteriore a trave e il posteriore con semiassi flottanti erano coperti da generosi parafanghi. Le sospensioni erano a molle semiellittiche. I parafanghi anteriori sostenevano le fanalerie. L'accesso al veicolo avveniva attraverso due piccole porte laterali. Il vano di combattimento era dotato di tre feritoie scorrevoli per lato.
Il vero "marchio di fabbrica" dell'autoblindo Vickers-Crossley era costituito tuttavia dalla grande torretta semisferica realizzata in fusione dalla Vickers, progettata per ospitare due mitragliatrici pesanti Vickers calibro .303 British raffreddate a liquido. La torretta era inoltre caratterizzate dalla originale grande separazione tra le due armi, in posizione semi-fissa e dotate ognuna di un settore di tiro di 90°, oltre al brandeggio della torretta. La torretta disponeva in tutto di quattro supporti sferici, sui quali le due armi potevano essere rapidamente spostate. Un'ulteriore particolarità era la cupola semisferica da osservazione sulla sommità della torretta, costituita da due metà che si aprivano al centro. La Model 1925 standard disponeva di un faro di ricerca sulla cupola.
Il motore era un Crossley 25/30 type quadricilindrico a benzina da 4.531 cm³, a valvole laterali e carburatore Zenith. L'accensione era a magnete e la lubrificazione a pressione. Il motore era accoppiato a un cambio a 4 marce con giunto cardanico. La trasmissione finale del tipo a vite senza fine, mentre la frizione era del tipo conico. La potenza massima era di 65 CV, il che consentiva una velocità su strada di 70 km/h. Il freno a pedale agiva sulla trasmissione, il freno di stazionamento sulle ruote posteriori.

## Utilizzatori
- British Army - Model 1923/1925, aggiornati a Crossley-Chevrolet Model 1939.
- British Indian Army - Model 1923, circa 100 esemplari consegnati.
- Ejército Argentino - Model 1925, 6 esemplari.
- Canada - Model 1923/1925.
- Estonia - Arsenal Crossley M27/28, 13 esemplari in due versioni con diverso armamento.
- Esercito imperiale giapponese - Type 87, 12 esemplari con la Marina.
- Marina imperiale giapponese - Type 87, 12 esemplari con l'Esercito.
- Iran - Crossley-Chevrolet Model 1939.
- Esercito imperiale del Manciukuò - Type 87 cedute dal Giappone.
- Sudafrica - Model 1923, 2 esemplari, aggiornati poi a Model 1940.
- Unione Sovietica - Arsenal Crossley M27/28 di preda bellica estone.

## Galleria d'immagini

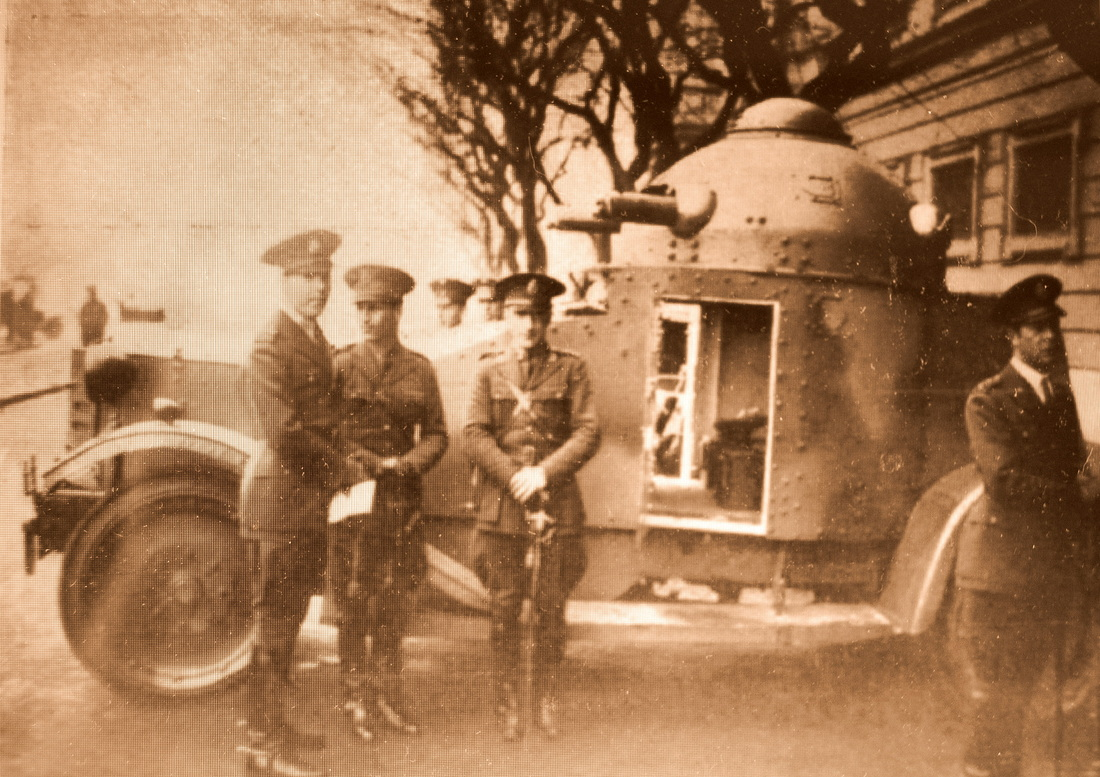
Una Model 25 argentina.
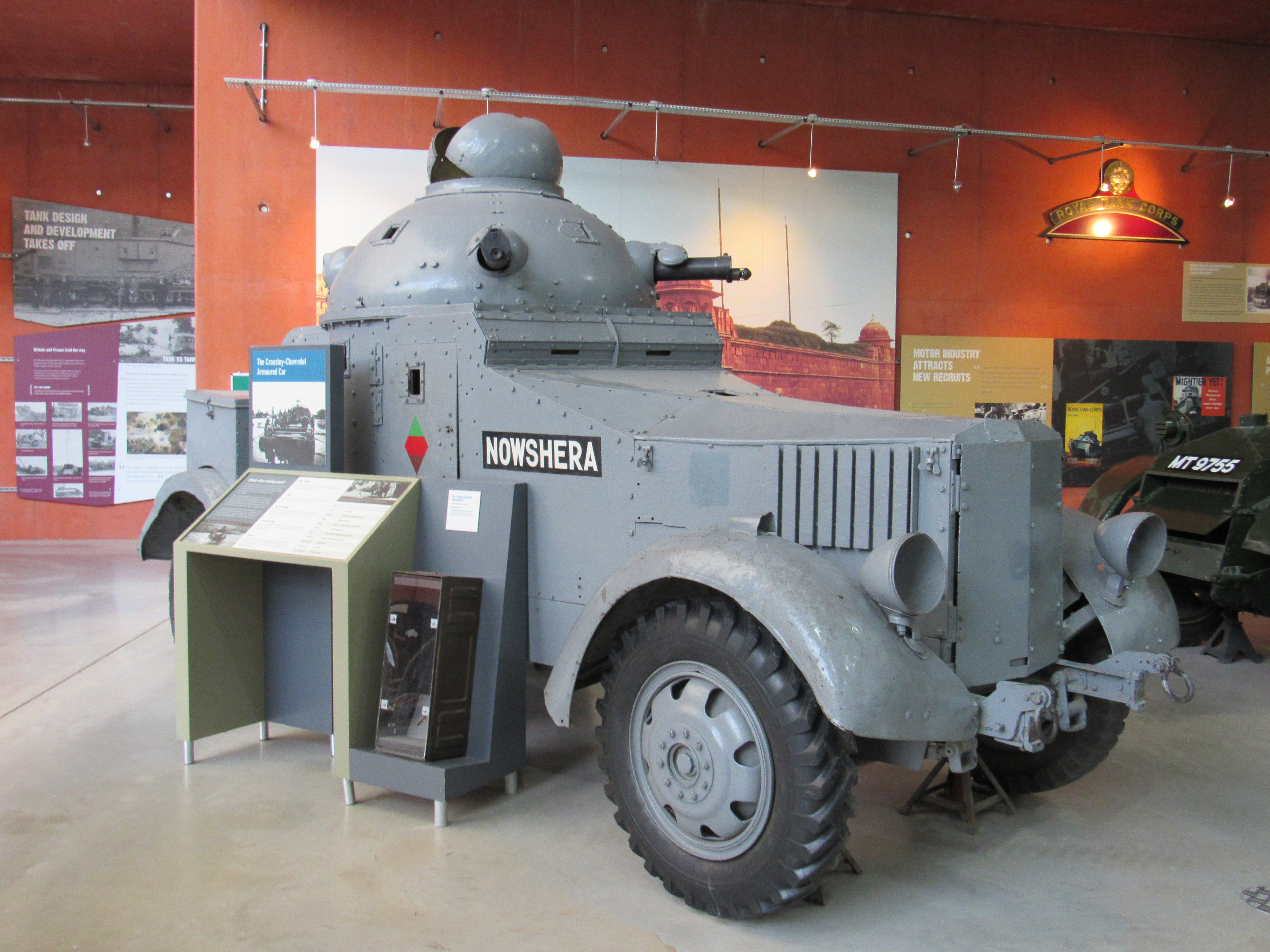
Una Crossley-Chevrolet Model 1939.
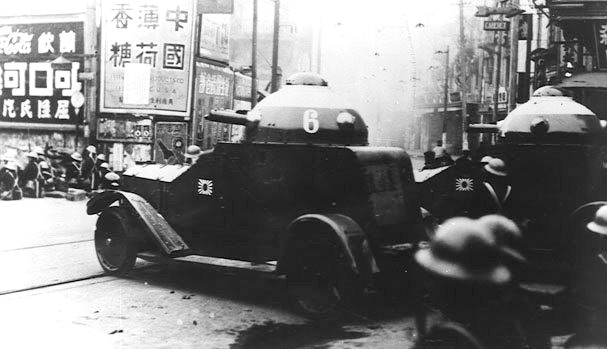
Una Type 87 giapponese in Cina.
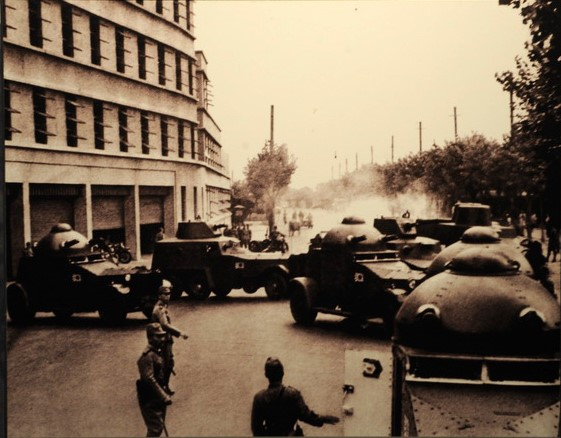
Autoblindo giapponesi durante la battaglia di Shanghai. La seconda da sinistra è una Type 93, tra 4 Type 87.